# Offaly

Offaly (iriska: Uíbh Fhailí) är ett grevskap på Irland. Grevskapet gränsar emot Galway, Roscommon, Westmeath, Meath, Kildare, Laois samt Tipperary. Offaly blev upprättat under Maria I av Englands tid och hette då King's County till Filip II av Spaniens ära.
I den södra delen av Offaly ligger Slieve Bloombergen. I nordväst rinner  Shannonfloden.

## Städer och samhällen
- Banagher, Birr
- Cadamstown, Clara, Clonmacnois
- Daingean
- Edenderry
- Ferbane
- Kinnity, Kilcormac
- Shannonbridge, Shannon Harbour
- Tullamore